# Högaborgs Bollklubb
L'Högaborgs Bollklubb, meglio noto come Högaborgs BK o semplicemente Högaborg, è una società calcistica svedese con sede nella città di Helsingborg.

## Storia
L'Högaborgs BK è stato fondato nel 1927 da Sven Damberg, Lars Flodin e un gruppo di amici. Inizialmente la maglia era blu e i pantaloncini bianchi, ma già nel 1928 è avvenuto il passaggio all'attuale neroverde. Il club costruì il campo sportivo Viskans vall nella parte orientale di Helsingborg, ma nel 1937 è stato costretto a trasferirsi poiché il comune voleva utilizzare l'area per costruirvi edifici residenziali. Fino al 1942 ha giocato al Tre Torns plan, mentre nel 1942 è avvenuto lo spostamento all'Harlyckans IP.
Nel 1971 il club è stato ampliato con una sezione di calcio femminile, nel 1979 è stata invece avviata una sezione di floorball (la quale ha avuto diverse fusioni).
L'associazione oggi conta circa 1000 membri, con una particolare attenzione al calcio giovanile. Proprio in virtù dell'attività giovanile, il club è stato premiato dalla Federcalcio svedese come associazione sportiva dell'anno 2006.
Nonostante nel club abbiano militato molteplici giocatori che poi hanno raggiunto la massima serie svedese o addirittura squadre internazionali (come per esempio l'ex Barcellona Henrik Larsson o il figlio Jordan Larsson), l'Högaborgs BK nel corso della sua storia ha partecipato perlopiù a campionati dilettantistici.